# Thorsten Schenck
Thorsten Schenck ist ein ehemaliger deutscher Basketballspieler.

## Werdegang
Schenck wechselte 1988 aus der eigenen Jugend in die zweite Herrenmannschaft des MTV 1846 Gießen, dort war Patrick Elzie sein Trainer. 1990 gelang Schenck ebenso wie Kai Löffler der Sprung in Gießens Bundesliga-Aufgebot. In den Basketball-Bundesliga-Spieljahren 1990/91 sowie 1991/92 kam Schenck in Gießen auf insgesamt elf Spieleinsätze.